# Путаленг

Путаленг — гора в хребті Хоангльєншон, розташована на кордоні провінцій Лайтяу і Лаокай Північно-Західного регіону В'єтнама, в 16 км східніше міста Лайтяу і у 25 км на північний захід від міста Шапа. З висотою 3049 метрів нрм це третя найвища вершина у В'єтнамі.
Назва гори походить з мови народу хмонгів «Pú Tả Lèng», у якому «Pú» означає гора. Існує декілька маршрутів, якими можна дістатися вершини Путаленг, — можна сходити зі сторони повіту Тамдионг (в'єт. Tam Đường) (провінція Лайтяу) або з повіту Батсат (в'єт. Bát Xát) (провінція Лаокай), однак найпопулярніший маршрут — з боку комуни Хотхау (в'єт. Hồ Thầu) в бік комуни Таленг (в'єт. Tả Lèng), повіт Тамдионг. Ця територія має відносно пересічену місцевість із первісними лісами та заростями азалії.